# Décomposition
Pour les articles homonymes, voir décomposition (homonymie).

Évolution d'une pêche (un délai d'environ douze heures s'écoule entre deux images).

En biochimie, la décomposition, appelée aussi putréfaction, est le processus par lequel des corps organisés, qu'ils soient d'origine animale ou végétale dès l'instant qu'ils sont privés de vie, dégénèrent sous l'action de facteurs biologiques modifiant complètement leur aspect et leur composition. Le processus de décomposition fait intervenir une succession de micro-organismes tels que les champignons et les bactéries, le plus souvent anaérobies. Autrement dit, il s'agit de la dégradation des molécules organiques par l'action de micro-organismes. 

« Si les êtres microscopiques disparaissaient de notre globe, la surface de la terre serait encombrée de matière organique morte et de cadavres de tout genre, animaux et végétaux. Ce sont eux principalement qui donnent à l'oxygène ses propriétés comburantes. Sans eux, la vie deviendrait impossible, parce que l'œuvre de la mort serait incomplète. »

— Pasteur

## Conditions de la décomposition

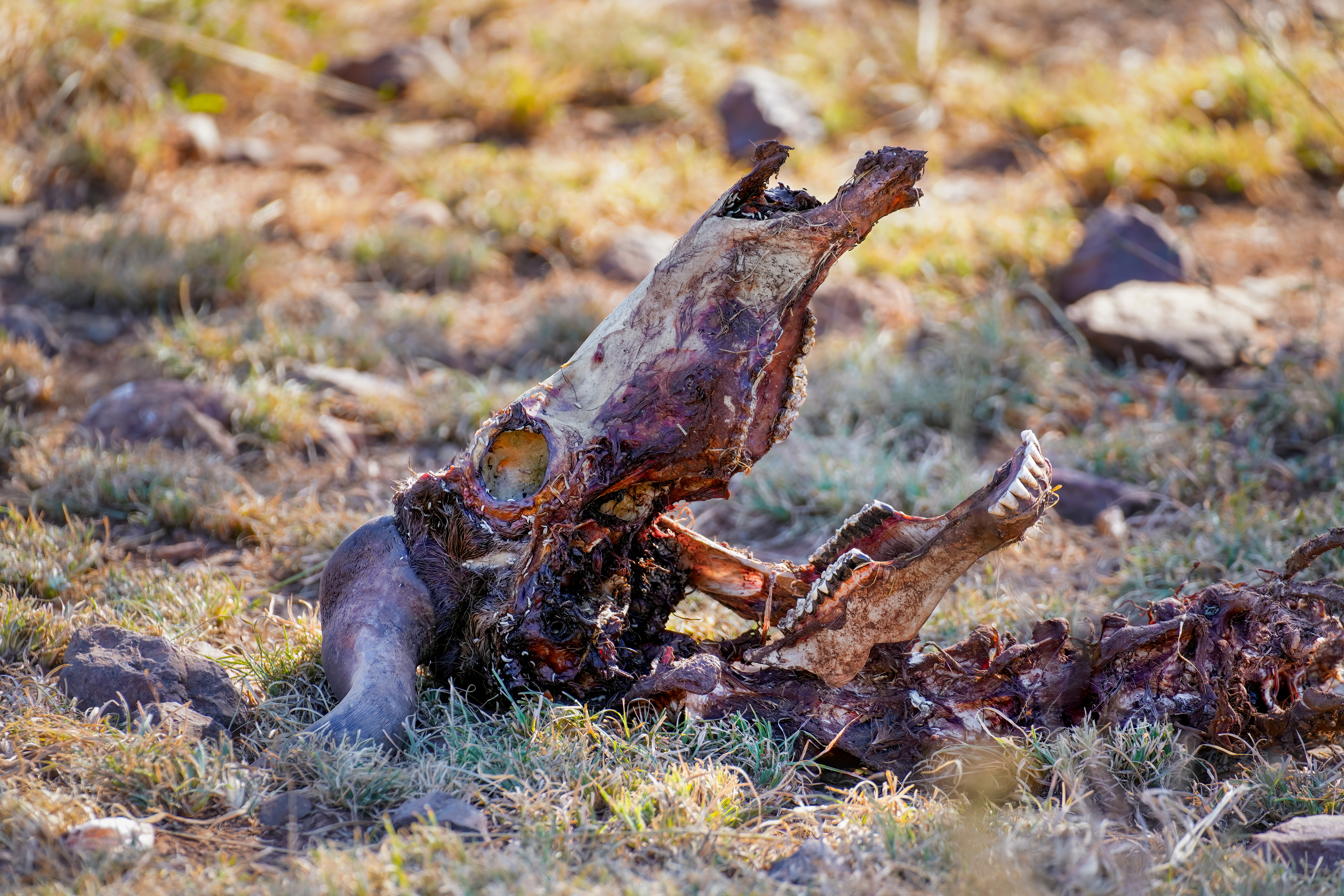
Crâne d'un Buffle d'Afrique en décomposition dans le Parc national du Serengeti, Tanzanie

Le processus de décomposition évolue au cours du temps en fonction des conditions environnementales telles que la disponibilité en oxygène, la température ou l'humidité et de la qualité du substrat comme le rapport carbone/azote (rapport C/N), la qualité du carbone (proportion de composés solubles, cellulose, lignine, tanin…) ou le contenu en éléments minéraux (azote, phosphore).

## Types de décompositions

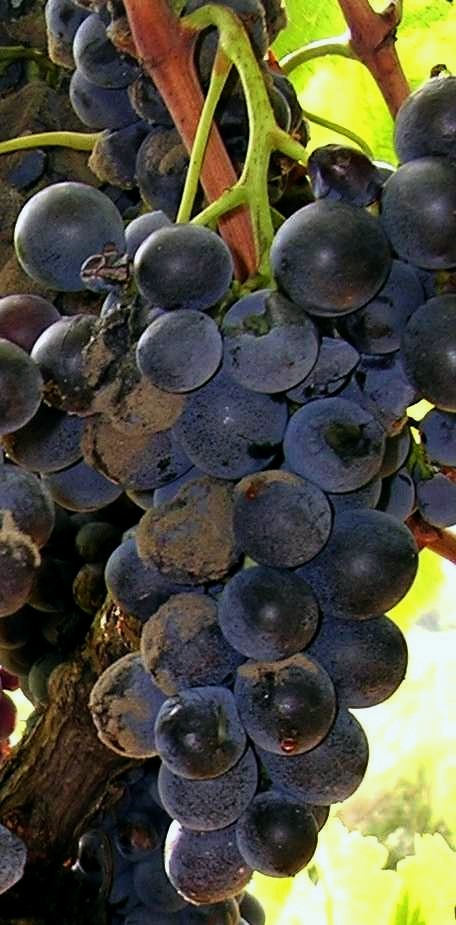
Grappe de raisin contaminée par le champignon Botrytis cinerea.

En pédologie, la décomposition désigne la minéralisation (sensu lato), c'est-à-dire  l'ensemble du processus de transformation « de la matière organique, qui voit les constituants originels (minéralisation primaire de la litière) ou humifiés (minéralisation secondaire de l'humus) être décomposés en éléments ou molécules simple ».
En pathologie végétale, la pourriture fait suite à une maladie cryptogamique ou bactérienne des végétaux. Les termes de « pourriture grise » désignent une attaque du champignon microscopique Botrytis cinerea sur une large gamme de cultures : fruits, légumes, végétaux d'ornement et sur les grappes de vigne. 
L'appellation de « pourriture noble » désigne un effet bénéfique de la présence de Botrytis cinerea, qui entraîne, dans un petit nombre de terroirs, l'apparition d'arômes très appréciés dans des vins liquoreux.
En aquariophilie, la pourriture des nageoires désigne une affection provoquée par des bactéries (Aeromonas ou Pseudomonas) ou par des mycobactéries (Mycobacteriaceae).
Chez l'homme, il y a deux stades de décomposition identifiés selon le processus de destruction : l'autolyse des cellules qui se réalise sans l'action des bactéries ; la putréfaction, qui correspond à la réduction et la liquéfaction des tissus, est un processus essentiellement microbiologique qui débute par l’apparition de la tache verte abdominale (résultant de la transformation sous l’action des bactéries, de l’hémoglobine en sulfhémoglobine verte) de putréfaction au niveau de la fosse iliaque droite, 48 heures après la mort. Elle s’étend par la suite vers l’abdomen, le thorax puis la tête, s’accompagnant d’un ballonnement du cadavre secondaire à la libération des gaz putrides (CH4, H2S) par la flore bactérienne intestinale. La putréfaction intéresse aussi les vaisseaux sanguins au niveau de la peau, faisant ainsi l’apparition du dessin des vaisseaux à la surface cutanée. Cette circulation posthume réalise un réseau verdâtre très visible sous la peau à un stade plus avancé. 

## Processus de dégradation des cadavres
La dégradation des cadavres est un processus post mortem qui comprend plusieurs étapes :
- stade initial : après les différents signes biologiques de la mort (algor mortis (en), « froid de mort », réduction de la température du corps après la mort ; rigor mortis, « rigueur de mort », rigidité cadavérique ; livor mortis, lividité cadavérique) débute la dégradation qui correspond à l'autolyse enzymatique des tissus. Lorsque tout l'oxygène est consommé, se met en place la putréfaction par des micro-organismes endogènes anaérobies.
- putréfaction débutante, dégradation anaérobie par des micro-organismes présents dans le tube digestif (Bacteroides, lactobacilles, clostridia, streptococci). Cette dégradation par la fermentation anaérobie produit de nombreux acides organiques (acides lactique, acétique, acétoacétique, propionique et butyrique) responsables de l'acidification initiale du milieu, et de nombreux gaz (méthane, hydrogène, sulfure d'hydrogène et thiols, ammoniac, dioxyde de soufre et dioxyde de carbone) provoquant le gonflement du cadavre[5]. Les tissus mous se liquéfient progressivement. La gangrène gazeuse provoque la fissuration de l'épiderme et l'écoulement des gaz et des liquides par les orifices naturels.
- putréfaction avancée : décomposition par dégradation aérobie. L'écoulement induit une baisse du ballonnement. Les tissus en décomposition étant exposés à l'air, des micro-organismes aérobies prennent le relais de la dégradation et sont responsables de la perte de masse la plus importante.

Après cette phase de décomposition, a lieu la dessiccation et la transformation squelettique.
Ces étapes varient selon de nombreux facteurs (type de cadavre, lieu, température, humidité, disponibilité en oxygène…). Deux variantes majeures sont observées, avec aucune décomposition ni odeur de putréfaction : momification dans des environnements très secs, saponification des lipides dans des environnements humides anaérobies (formation d'adipocire). 

Décomposition d'un pigeon ramier
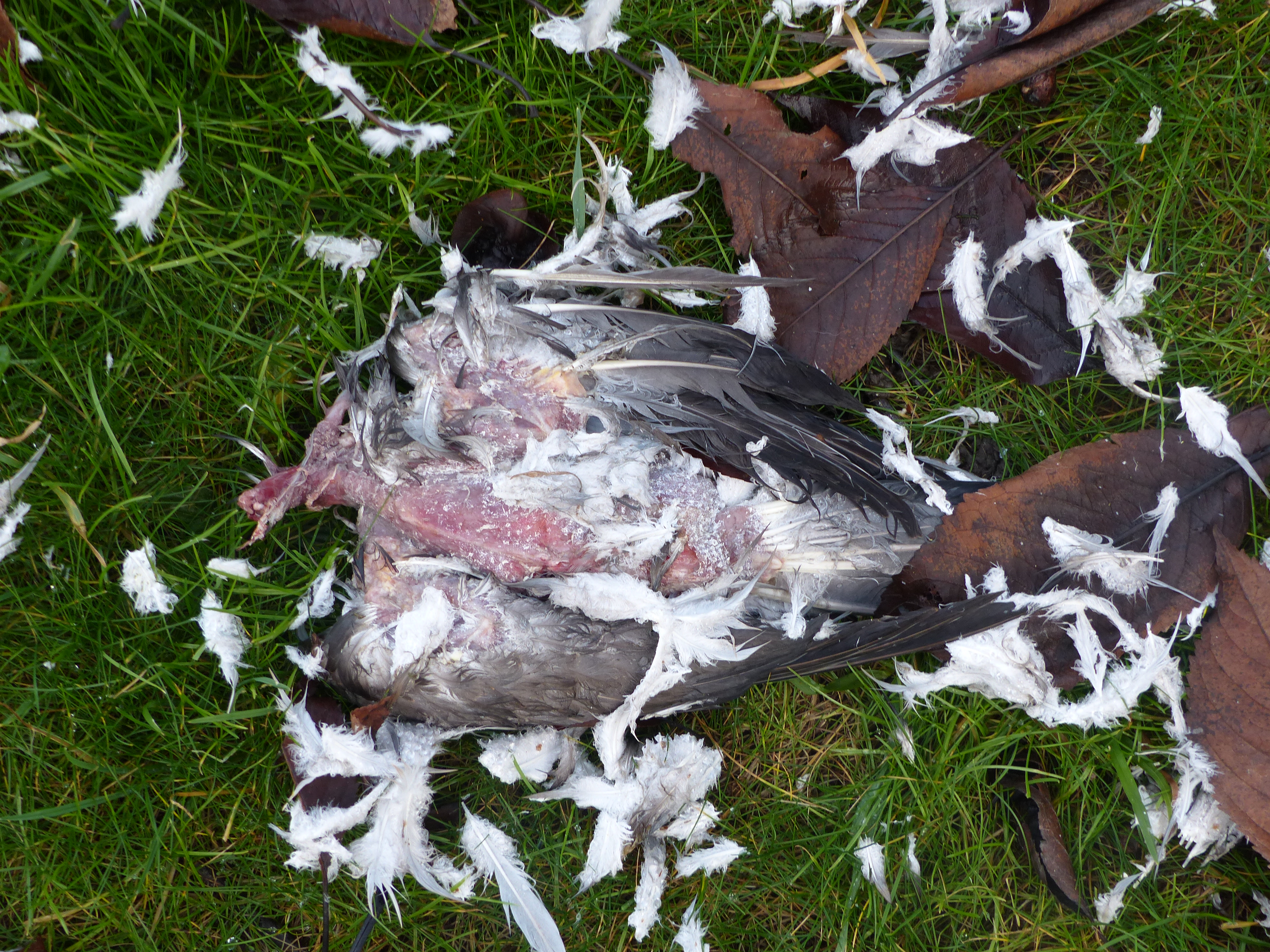
Pigeon ramier mort récemment.
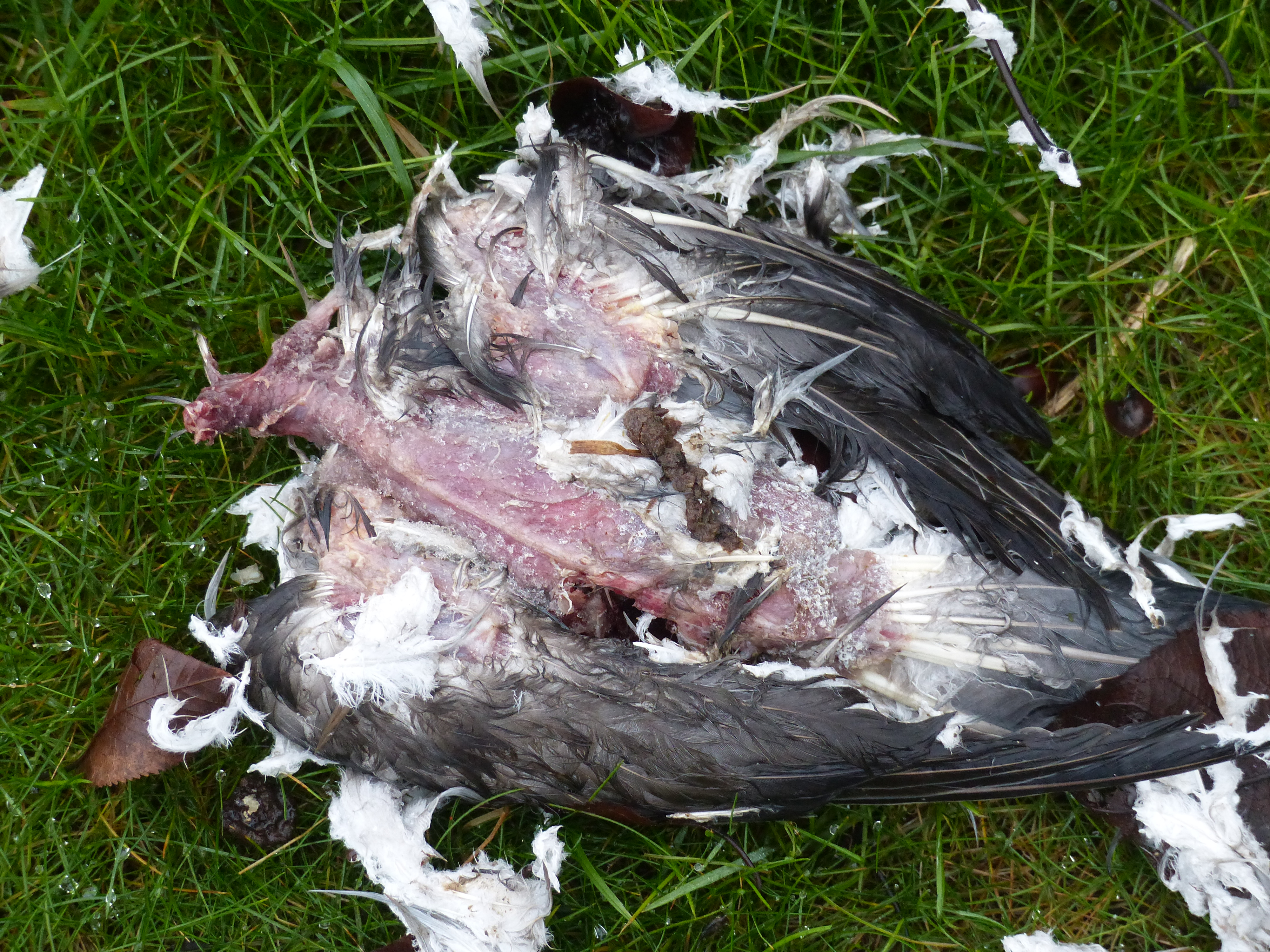
Le même oiseau, 7 jours plus tard.
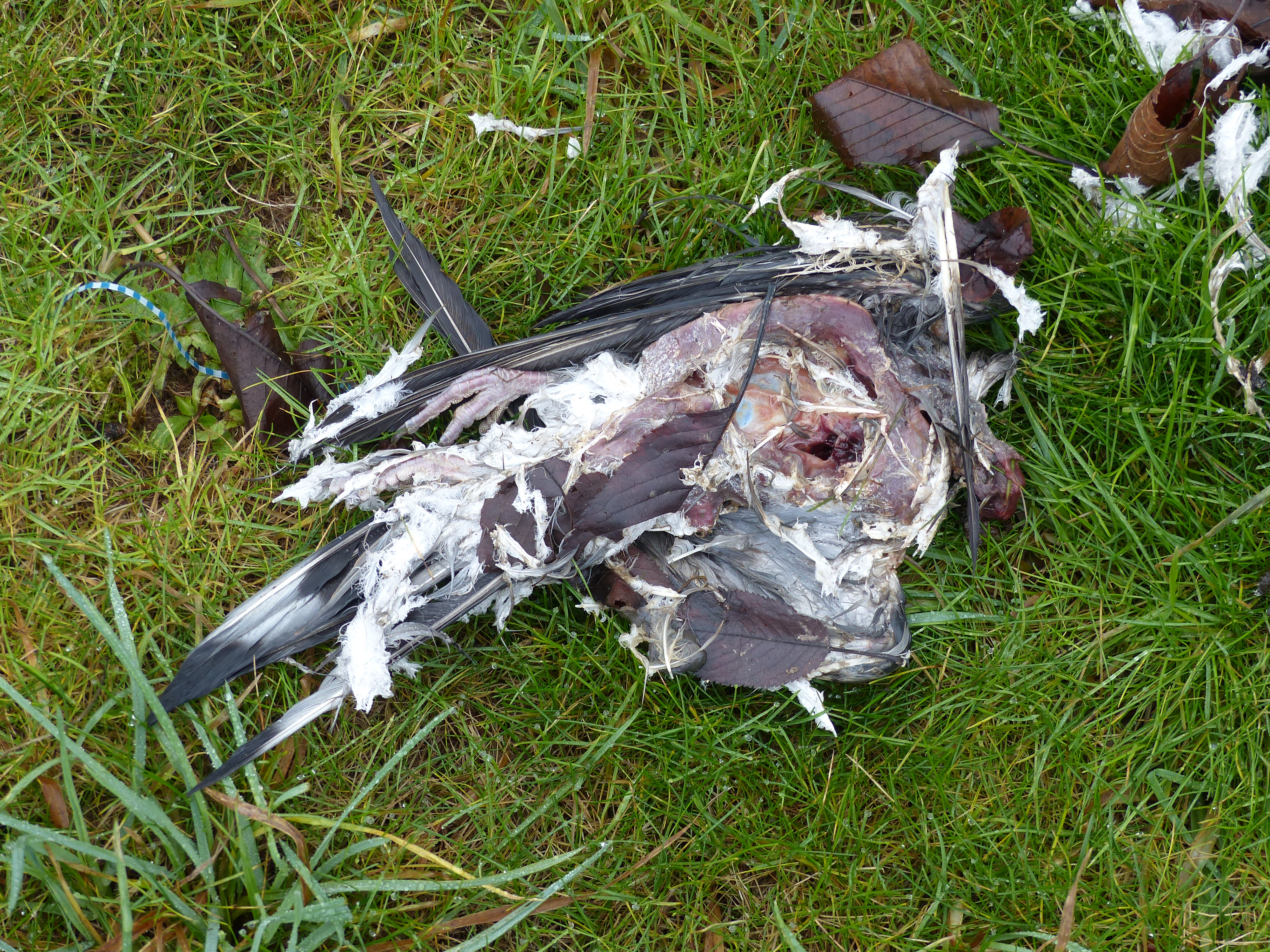
À 16 jours.
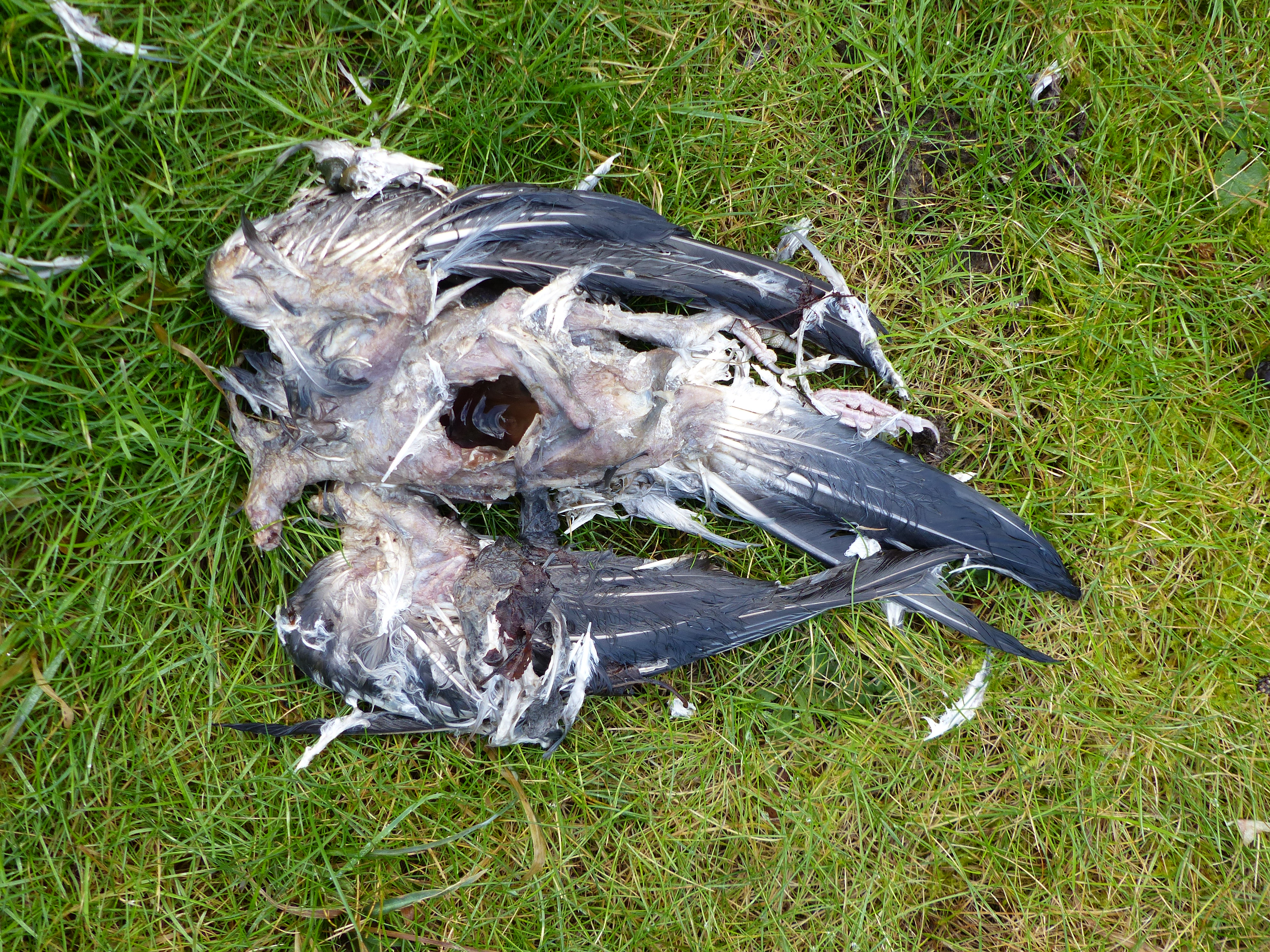
À 35 jours

## Rôle de la décomposition dans les écosystèmes

### Comme élément de base dans un cycle
La décomposition est à la base de la constitution de l'humus et de certains réseaux trophiques temporaires. Par exemple après avoir pondu, les saumons mouraient autrefois par millions près des sources. Leurs cadavres se décomposaient en donnant source à des bactéries et microinvertébrés qui seront la nourriture des alevins. Ils étaient si nombreux que les espèces nécrophages ne pouvaient en consommer qu'une petite partie.

### Inhibition de la décomposition par certains polluants
La pollution environnementale affecte les processus naturels de décomposition et donc le cycle du carbone et d'autres éléments. 
Des études ont montré que les feuilles d'arbres urbains (chêne, bouleau) pollués par la circulation automobile et urbaine se décomposent moins bien (probablement en raison de leur teneur en éléments traces métalliques notamment) et que la litière est également plus pauvre notamment en mycéliums de champignons. Sur des sites très pollués, les végétaux morts (issus des quelques espèces capables de survivre dans un tel environnement) peuvent cesser de se décomposer (sur certaines pelouses calaminaires par exemple exposées aux séquelles de retombées ou de pollution issues d'industries métallurgiques).
Ceci vaut aussi pour les aiguilles de résineux. Ainsi le long d'un gradient allant d'un sol peu pollué (par des métaux lourds) vers un sol très pollué, la litière d'arbres résineux se décompose également de plus en plus mal.

## Moyens de prévenir ou de retarder la décomposition
La décomposition faisant intervenir des agents de dégradation eux-mêmes vivants, les éléments suivants peuvent s'opposer à la décomposition en les neutralisant :
- dessiccation (viande séchée ; le fromage est un moyen de conservation du lait par dessiccation) ;
- diminution de l'activité de l'eau par ajout d'un soluté fixant l'eau et la rendant indisponible pour les réactions biochimiques (chlorure de sodium utilisé pour la conservation de la viande sous forme de produits de salaison, chlorure de mercure(II) utilisé en embaumement, ou de sucre pour la conservation des fruits sous forme de confiture, par exemple) ;
- alcool (l'amiral Nelson a été ramené en Angleterre dans un tonneau de rhum après sa mort durant la bataille de Trafalgar) ou formol (utilisé pour la conservation du corps en thanatopraxie).

## Production de gaz ou d'électricité
La décomposition organique peut être intentionnellement utilisée comme source d'énergie dans des digesteurs de biogaz ou au moyen des cellules d'électrolyse microbienne, les piles à combustible microbiennes, notamment les piles à combustible PEM.